# Luigi VI di Francia
Luigi VI, detto il Grosso, in francese Louis VI le Gros (Parigi, 1º dicembre 1081 – Béthisy-Saint-Pierre, 1º agosto 1137), fu re di Francia dal 1108 alla sua morte. Fu il quinto re di Francia della Dinastia Capetingia.
Luigi era il figlio maschio primogenito del re di Francia Filippo I e di Berta (1055 – 30 luglio 1094). Egli fu promotore delle associazioni commerciali dei borghesi delle città, garantì le proprietà delle abbazie, combatté fermamente il brigantaggio e regolò i conflitti fra i suoi vassalli tramite una giustizia reale, ma, soprattutto su consiglio dell'abate Sugerio di Saint-Denis, ebbe un alto concetto della regalità, che riuscì a imporre su tutto il territorio nazionale.

## Biografia
Luigi venne allevato assieme a Sugerio, che diverrà abate di Saint-Denis. I due diventarono molto amici e in seguito Luigi lo promosse suo consigliere.

### Gli anni giovanili e la correggenza
Il 24 maggio 1098, ad Abbeville, Luigi venne fatto cavaliere e poco più tardi fu associato al trono del padre secondo l'usanza dei primi Capetingi. Comunque Luigi, correggente del padre, da questo momento guidò le truppe e governò al posto di Filippo, e nonostante gli intrighi della matrigna, Bertrada di Montfort, divenne re di fatto. Fino alla morte del padre fu impegnato nella lotta contro i vassalli ribelli all'autorità del re e in particolare contro il reggente del ducato di Normandia, il re d'Inghilterra Guglielmo il Rosso, che aveva invaso il Vexin francese e aveva formato una coalizione di nobili anti-capetingi.
Per fortuna di Luigi una buona parte di nobili gli rimase fedele e resistette agli attacchi di Guglielmo sino a dissuaderlo, nel 1099, dal continuare l'impresa. Dopo il ritorno, nel 1100, del duca, Roberto II, la situazione migliorò per tornare conflittuale dopo che, nel 1106, la Normandia era stata conquistata dal nuovo re d'Inghilterra Enrico I Beauclerc.

### Lotta contro il banditismo dei baroni

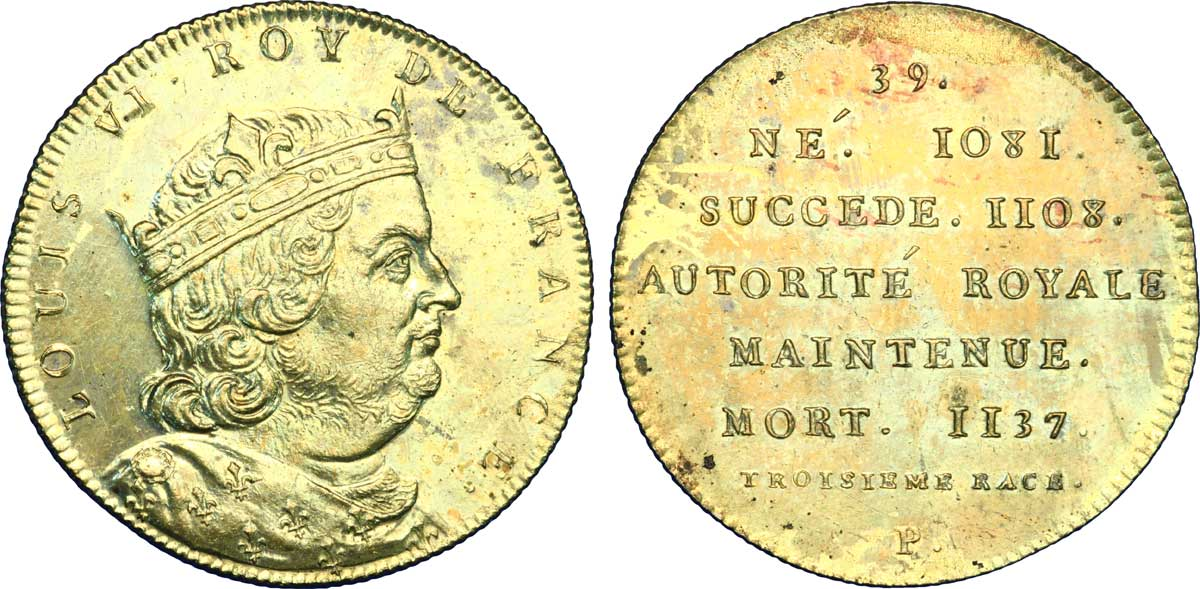
Luigi VI

Filippo I morì il 28 luglio 1108 a Melun e il 3 agosto seguente Luigi venne incoronato re con il nome di Luigi VI. Il nuovo sovrano continuò a combattere i baroni che ovunque, protetti dalle loro fortezze, rapinavano mercanti e pellegrini e inoltre rapinavano i contadini requisendogli ogni genere di prodotti (vino, grano e bestiame) e saccheggiavano le chiese e i monasteri. Tra costoro se ne ricordano due che si distinsero per le loro efferatezze e crudeltà:
Tommaso di Marle, che fu sconfitto e ucciso solo nel 1130 e Ugo di Le Puiset, che si alleò sempre con i nemici di Luigi VI e morì, nel 1118, in Terra santa dove si era recato a espiare le proprie colpe e dove tra l'altro era diventato conte di Giaffa.
Comunque la lotta contro i baroni l'occupò per tutta la durata del suo regno, sia che dovesse ripristinare l'ordine e l'autorità di qualche vescovo scalzato e anche maltrattato da qualche barone, sia per fare restituire le proprietà sottratte dai medesimi, illegalmente e con la forza, specialmente a vedove e orfani, e infine per punire chi si macchiava di delitti nei confronti di nobili altolocati o di personaggi influenti a corte. In tutti questi casi, se il reprobo non si presentava alla convocazione per giustificarsi, Luigi VI era pronto a ricorrere alle armi, anche quando, con l'avanzare degli anni, il suo corpo si era appesantito e le campagne militari gli costavano molta fatica. Infatti Luigi VI aveva un'alta considerazione della sua carica. Emblematica rimase la sua risposta che diede a chi gli faceva presente le molte difficoltà, tra cui non ultima la conquista di un castello ritenuto inespugnabile, di un'impresa che si accingeva a compiere: «Quale disonore verrebbe mai alla maestà della corona se dovessimo tirarci indietro per paura di un bandito».
Durante il regno di Luigi VI la famiglia Garlande ebbe modo di occupare tutte le più importanti cariche del regno, con Anselmo siniscalco di Francia dal 1107 alla sua morte, avvenuta all'assedio del castello di Le Puiset, nel 1118; un fratello di Anselmo, il chierico Stefano, oltre che ricoprire diverse importanti cariche ecclesiastiche, fu cancelliere del regno a partire dal 1106, mentre un terzo fratello, Gilberto, fu maggiordomo capo della corte. Un quarto fratello, Guglielmo, nel 1118, divenne siniscalco al posto di Anselmo e, quando Guglielmo morì, Stefano divenne siniscalco, oltre che cancelliere. Stefano avrebbe ottenuto da Luigi VI anche la nomina ad arcivescovo di Parigi, ma il papa Pasquale II mise il veto; Stefano, pur conducendo una vita indegna per un ecclesiastico, riuscì ad accumulare un potere immenso, che lo rese inviso a tutti, specialmente agli ecclesiastici.
Stefano venne privato del titolo di siniscalco e cacciato da corte, assieme al fratello Gilberto, nel 1127, da Luigi VI su pressione della moglie, Adelaide di Savoia che riteneva di essere trattata da Stefano con poco rispetto. Stefano che riteneva la carica di siniscalco sua di diritto si oppose e resistette al re, suo signore per tre anni, quando, nel 1130, si dovette umiliare e sottomettere, rinunciando alla carica di siniscalco, mantenendo però quella di cancelliere. Luigi VI per quattro anni non rinnovò la carica di siniscalco che venne riassegnata a Raul I di Vermandois solo nel 1134.

### Lotta contro il re d'Inghilterra, Enrico I
Luigi VI il Grosso non approvava la prigionia del suo suddito, il duca di Normandia, Roberto II; inoltre nel ducato serpeggiava un certo malcontento che appoggiava il piccolo (circa 6 anni) pretendente, Guglielmo Cliton, figlio del duca, Roberto II, che Luigi ovviamente fomentava. Nel 1109 Enrico sicuro padrone della Normandia, cominciò le ostilità con Luigi VI e, nel 1111, riuscì a mettere insieme una formidabile coalizione contro il re di Francia che comprendeva tra gli altri, Tebaldo IV di Blois, suo zio Ugo I di Champagne, conte di Troyes e Ugo di Le Puiset. La ribellione si concluse nel 1113 con il trattato che riconosceva a Enrico I la sovranità anche sulla Bretagna e sul Maine.
La guerra riprese nel 1116, con continue scaramucce nel Vexin. Nel 1119, dopo che Luigi VI aveva occupato la piazzaforte di Les Andelys, attaccò Enrico nella vicina piana di Brémule, ma fu sconfitto e umiliato. Allora Luigi chiese al papa Callisto II di fare da arbitro e nel concilio di Reims, del 20 e 21 ottobre 1119, Luigi VI prese la parola e accusò Enrico I, da sempre suo alleato, di fargli la guerra, del trattamento che Enrico riservava a suo fratello, Roberto II di Normandia, suo suddito, rinchiuso in una prigione da quasi quindici anni e infine del fatto che, nel 1112, aveva fatto proditoriamente arrestare il suo ambasciatore, il normanno Roberto II di Bellême, e non l'aveva più rilasciato. Enrico rispose ma soprattutto colmò di doni il papa, dicendosi pronto a una trattativa di pace che si concluse nel 1120 con la restituzione delle rispettive conquiste e l'omaggio al re di Francia da parte di Guglielmo Adelin, figlio di Enrico I ed erede al trono d'Inghilterra; inoltre il castello di Gisors rimase a Enrico I.
Nel 1124 Enrico I Beauclerc si alleò con il proprio genero, l'imperatore germanico Enrico V, che invase la contea di Champagne arrivando fino a Reims, dove si fermò, perché lo attendeva un imponente esercito, che lo costrinse a rientrare in Germania.

### La successione nella contea delle Fiandre
Il 2 marzo 1127 il conte delle Fiandre, Carlo I il Buono, senza eredi legittimi, venne assassinato nella chiesa di San Donaziano a Bruges, mentre era intento alle sue devozioni. I pretendenti erano molti, Guglielmo di Ypres, Teodorico di Alsazia, Arnoldo di Danimarca, Baldovino IV di Hainaut e altri tra cui, Goffredo il Barbuto, duca del Brabante, ma il re di Francia Luigi VI, chiamato dai fiamminghi, si precipitò ad Arras, e convocò i notabili fiamminghi perché eleggessero il suo candidato, suo cognato e pretendente alla corona inglese e al ducato di Normandia, Guglielmo Cliton. Guglielmo venne eletto e fu subito confermato da Gand, Bruges, Lilla, Saint-Omer e assieme al re si avviò verso Bruges, attraversando buona parte della contea, accolto con entusiasmo. A Bruges vennero catturati e giustiziati gli assassini di Carlo I il Buono.

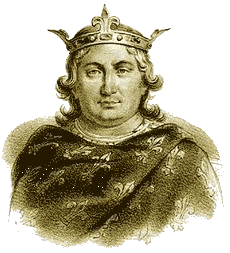
Luigi VI il Grosso

Dopo il rientro di Luigi VI a Parigi Guglielmo attuò però una politica poco attenta alle esigenze dei borghesi predominanti nelle città fiamminghe e in poco tempo i suoi rivali presero coraggio e Teodorico di Alsazia, che aveva ora il controllo di Gand e Bruges fu, di fatto, eletto nuovo conte e nel febbraio 1128, anche per gli aiuti finanziari di Enrico I d'Inghilterra, quasi tutte le Fiandre erano per Teodorico. Luigi allora convocò una grande assemblea ad Arras, dove Teodorico venne scomunicato e con le sue truppe si diresse a Lilla, città in cui Teodorico si era rinchiuso. Luigi dovette però abbandonare Lilla e lo scontro avvenne tra Teodorico, che sembrava dovesse soccombere e Guglielmo che però morì all'assedio di Alost. Con la morte di Guglielmo senza eredi Teodorico fu riconosciuto conte come Teodorico I da tutta la contea e il re di Francia, Luigi VI, dovette accettare il fatto compiuto; così Teodorico I successe a Guglielmo.

### Il ducato d'Aquitania
I rapporti tra il re di Francia e il duca d'Aquitania, nel recente passato non erano stati dei migliori, in quanto il duca non rendeva omaggio al re di Francia; nel 1137, durante un pellegrinaggio a San Giacomo di Compostela, il duca, Guglielmo X morì, sembra il Venerdì santo, e, nei titoli di duchessa d'Aquitania e di Guascogna e contessa di Poitiers, gli successe la figlia, Eleonora. Guglielmo, però, prima di morire, per paura che la giovane figlia potesse essere preda di qualche suo vassallo o di qualche altro feudatario, propose al re di Francia Luigi VI di fare sposare i loro due legittimi eredi: Eleonora e il futuro re di Francia Luigi VII. Luigi VI accettò di buon grado il matrimonio, pensando che il regno di Francia dalla Loira si sarebbe esteso sino ai Pirenei e al Mar Mediterraneo.
Il matrimonio tra Eleonora e Luigi di Francia fu celebrato, il 25 luglio 1137, a Bordeaux e durante il viaggio verso Parigi, gli sposi furono incoronati duchi d'Aquitania nella cattedrale di Poitiers, ma il ducato non venne riunito alla corona di Francia, Eleonora rimase duchessa e Luigi, duca consorte; fu altresì stabilito che il loro primo figlio sarebbe stato re di Francia e duca d'Aquitania, quindi la fusione dei due domini, sarebbe avvenuta con una generazione di ritardo. Ma mentre Luigi VII, nel suo viaggio per Parigi, prendeva possesso dell'Aquitania, il primo di agosto del 1137, Luigi VI morì di dissenteria dovuta all'eccesso di cibo (che già l'aveva portato all'obesità) nel castello di Béthisy-Saint-Pierre, nella foresta di Compiègne, non distante da Senlis, al ritorno da una spedizione punitiva contro il signore di Saint-Brisson-sur-Loire. Gli successe il figlio Luigi VII detto il Giovane, che originariamente avrebbe voluto farsi monaco.
Luigi VI fu inumato nella Basilica di Saint-Denis.

## Matrimoni e discendenza
Luigi VI sposò:
- nel 1104, in prime nozze[12], Luciana di Rochefort, figlia del conte di Rochefort Guido I (circa 1055 - 1108), e di Elisabetta di Crécy. Il matrimonio fu annullato dal papa Pasquale II, al concilio di Troyes, il 23 maggio 1107. La sposa, rimasta libera, si risposò ben presto con Guicciardo III di Beaujeu. Luigi e Luciana non ebbero figli.
- il 4 maggio 1115, in seconde nozze, Adelaide di Savoia (1092 - 1154), figlia del conte di Savoia Umberto II di Savoia (1065 - 1103) e di Gisella di Borgogna (circa 1070 - aprile 1133).[13] Da questa unione nacquero nove figli:
  - Filippo (1116 - 1131), da non confondere con il fratello omonimo. Morì in seguito a una caduta da cavallo;
  - Luigi (1120 - 1180), che diverrà re di Francia con il nome di Luigi VII il Giovane;
  - Enrico (1121 - 1175), vescovo di Beauvais (1149 - 1161) e poi di Reims (1161 - 1175);
  - Ugo (circa 1123, morto giovane);
  - Roberto (circa 1123 - 1188), detto il Grande, conte di Dreux e Perche;
  - Pietro (circa 1125 - circa 1182), signore di Courtenay, dopo il matrimonio (circa 1152) con Elisabetta di Courtenay (circa 1135 - 1206), signora di Courtenay;
  - Costanza (circa 1124 - 1180) sposò in prime nozze Eustachio IV di Boulogne e in seconde nozze Raimondo V di Tolosa (1134 - 1194);
  - Filippo (circa 1132 - 1161), da non confondere con l'omonimo fratello più anziano. Fu arcidiacono di Parigi;
  - una figlia morta giovane.

## Ascendenza
|                      |                        |                          | Genitori                      |  |  | Nonni |  |  | Bisnonni              |  |  | Trisnonni  |  |
|                      |                        |                          |                               |  |  |       |  |  | Roberto II di Francia |  |  | Ugo Capeto |  |
|                      |                        |                          |                               |  |  |       |  |  | Roberto II di Francia |  |  | Ugo Capeto |  |
|                      |                        | Adelaide d'Aquitania     |                               |  |  |       |  |  | Roberto II di Francia |  |  |            |  |
| Enrico I di Francia  |                        |                          |                               |  |  |       |  |  | Roberto II di Francia |  |  |            |  |
|                      |                        | Costanza d'Arles         | Guglielmo I di Provenza       |  |  |       |  |  |                       |  |  |            |  |
|                      |                        | Costanza d'Arles         | Guglielmo I di Provenza       |  |  |       |  |  |                       |  |  |            |  |
|                      |                        | Costanza d'Arles         | Adelaide d'Angiò              |  |  |       |  |  |                       |  |  |            |  |
| Filippo I di Francia |                        | Costanza d'Arles         |                               |  |  |       |  |  |                       |  |  |            |  |
|                      |                        | Jaroslav I di Kiev       | Vladimir I di Kiev            |  |  |       |  |  |                       |  |  |            |  |
|                      |                        | Jaroslav I di Kiev       | Vladimir I di Kiev            |  |  |       |  |  |                       |  |  |            |  |
|                      |                        | Jaroslav I di Kiev       | Rogneda di Polack             |  |  |       |  |  |                       |  |  |            |  |
| Anna di Kiev         |                        | Jaroslav I di Kiev       |                               |  |  |       |  |  |                       |  |  |            |  |
|                      |                        | Ingegerd Olofsdotter     | Olof III di Svezia            |  |  |       |  |  |                       |  |  |            |  |
|                      |                        | Ingegerd Olofsdotter     | Olof III di Svezia            |  |  |       |  |  |                       |  |  |            |  |
|                      |                        | Ingegerd Olofsdotter     | Estrid degli Obotriti         |  |  |       |  |  |                       |  |  |            |  |
| Luigi VI di Francia  |                        | Ingegerd Olofsdotter     |                               |  |  |       |  |  |                       |  |  |            |  |
|                      | Teodorico III d'Olanda | Arnolfo d'Olanda         |                               |  |  |       |  |  |                       |  |  |            |  |
|                      | Teodorico III d'Olanda | Arnolfo d'Olanda         |                               |  |  |       |  |  |                       |  |  |            |  |
|                      | Teodorico III d'Olanda | Liutgarda di Lussemburgo |                               |  |  |       |  |  |                       |  |  |            |  |
| Fiorenzo I d'Olanda  | Teodorico III d'Olanda |                          |                               |  |  |       |  |  |                       |  |  |            |  |
|                      |                        | Otelinda di Sassonia     | Bernardo I di Sassonia (?)    |  |  |       |  |  |                       |  |  |            |  |
|                      |                        | Otelinda di Sassonia     | Bernardo I di Sassonia (?)    |  |  |       |  |  |                       |  |  |            |  |
|                      |                        | Otelinda di Sassonia     | Ildegarda di Stade (?)        |  |  |       |  |  |                       |  |  |            |  |
| Berta d'Olanda       |                        | Otelinda di Sassonia     |                               |  |  |       |  |  |                       |  |  |            |  |
|                      |                        | Bernardo II di Sassonia  | Bernardo I di Sassonia        |  |  |       |  |  |                       |  |  |            |  |
|                      |                        | Bernardo II di Sassonia  | Bernardo I di Sassonia        |  |  |       |  |  |                       |  |  |            |  |
|                      |                        | Bernardo II di Sassonia  | Ildegarda di Stade            |  |  |       |  |  |                       |  |  |            |  |
| Gertrude di Sassonia |                        | Bernardo II di Sassonia  |                               |  |  |       |  |  |                       |  |  |            |  |
|                      |                        | Eilika di Schweinfurt    | Hendrik, conte di Schweinfurt |  |  |       |  |  |                       |  |  |            |  |
|                      |                        | Eilika di Schweinfurt    | Hendrik, conte di Schweinfurt |  |  |       |  |  |                       |  |  |            |  |
|                      |                        | Eilika di Schweinfurt    | Gerberga di Henneburg         |  |  |       |  |  |                       |  |  |            |  |
|                      |                        | Eilika di Schweinfurt    |                               |  |  |       |  |  |                       |  |  |            |  |